# Beeton's Christmas Annual

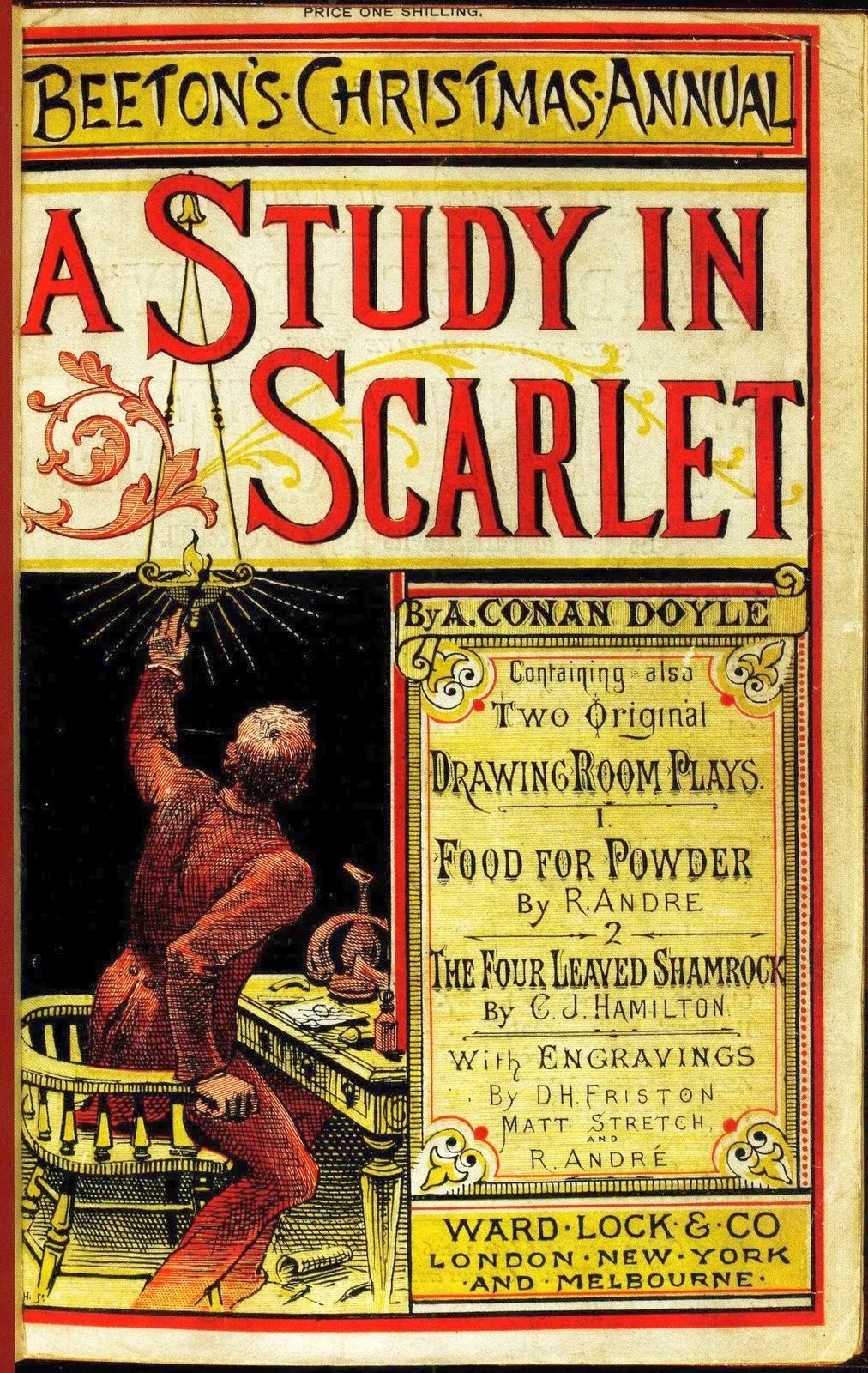
Titulní strana časopisu Beeton's Christmas Annual obsahujícího povídku A. C. Doylea Studie v šarlatové (1887)

Beeton's Christmas Annual byl brožovaný magazín, který vycházel ve Velké Británii v období 1860–1898 v ročních intervalech. Výtisk, který byl vydán v listopadu 1887, obsahoval detektivní povídku A. Conana Doylea Studie v šarlatové, kde se poprvé objevila postava detektiva Sherlocka Holmese a jeho druha dr. Watsona.